# Abilon de Sousa Naves
Abilon de Souza Naves (Uberaba, 1 de outubro de 1905 — Curitiba, 12 de dezembro de 1959) foi um político brasileiro.
Filho de José Naves da Cunha e Delminda de Sousa Naves, faleceu com 54 anos, durante um jantar que era oferecido em sua homenagem por amigos e correligionários, na Sociedade Morgenau. Era casado com Antônia Colombino.
Embora fosse mineiro de origem, fez carreira política no Paraná, onde se elegeu senador em 3 de outubro de 1958, sendo o primeiro senador eleito pelo PTB no Paraná. Político de grande habilidade, estaria virtualmente eleito governador nas eleições que se realizariam em 1960.
Homem de origens modestas, ocupou os cargos de secretário do Trabalho e Assistência Social, no governo de Bento Munhoz da Rocha; presidente da Caixa Econômica Federal; presidente do Instituto de Previdência e Assistência dos Servidores do Estado (IPASE), na última gestão de Getúlio Vargas; e diretor da Carteira de Crédito Agrícola e Industrial do Banco do Brasil (CREAI), nomeado por Juscelino Kubitschek.